# Pirkanmaa
Pirkanmaa (Zweeds: Birkaland) is een Finse regio met 527.478 inwoners op een gebied van 13.249,33 km² (2021).

## Gemeenten
In het landschap Pirkanmaa liggen in 2022 de volgende gemeenten:
- Akaa
- Hämeenkyrö
- Ikaalinen
- Juupajoki
- Kangasala
- Kihniö
- Lempäälä
- Mänttä-Vilppula
- Nokia
- Orivesi
- Parkano
- Pirkkala
- Punkalaidun
- Pälkäne
- Ruovesi
- Sastamala
- Tampere
- Urjala
- Valkeakoski
- Vesilahti
- Virrat
- Ylöjärvi

Akaa · Hämeenkyrö · Ikaalinen · Juupajoki · Kangasala · Kihniö · Lempäälä · Mänttä-Vilppula · Nokia · Orivesi · Parkano · Pirkkala · Punkalaidun · Pälkäne · Ruovesi · Sastamala · Tampere · Urjala · Valkeakoski · Vesilahti · Virrat · Ylöjärvi
Voormalige gemeenten:
Äetsä · Aitolathi · Eräjärvi · Ikaalisten maalaiskunta · Karkku · Kiikka · Kuhmalahti · Kuorevesi · Kuru · Kylmäkoski · Längelmäki · Luopioinen · Mänttä · Messukylä · Mouhijärvi · Pohjaslavi · Sääksmäki · Sahalahti · Suodenniemi · Suoniemi · Teisko · Toijala · Tottijärvi · Tyrvää · Vammala · Viiala · Viljakkala · Vilppula
Åland · Etelä-Pohjanmaa · Etelä-Savo · Kainuu · Kanta-Häme · Keski-Pohjanmaa  · Kymenlaakso · Lapin maakunta · Midden-Finland · Noord-Karelië · Österbotten · Päijät-Häme · Pirkanmaa · Pohjois-Pohjanmaa · Pohjois-Savo · Satakunta · Uusimaa · Zuid-Karelië · Zuidwest-Finland